# João Figueiredo
Pour les articles homonymes, voir Oliveira et Figueiredo.
João Baptista de Oliveira Figueiredo, né le 15 janvier 1918 à Rio de Janeiro et mort le 24 décembre 1999 à Rio de Janeiro, est un militaire et homme d'État brésilien. Dernier président de la République sous la dictature militaire, du 15 mars 1979 au 15 mars 1985.
Il est chef des services secrets (SNI) durant le mandat de son prédécesseur Ernesto Geisel. Devenu président, il continue la démocratisation entamée par Ernesto Geisel et décrète une amnistie. Ayant à faire face à une crise économique sévère, Figueirado devient de plus en plus impopulaire. Il est victime d'une attaque cardiaque en 1981. Les Brésiliens n'avaient plus été appelés aux urnes pour élire leur président depuis 1964 et à partir de 1983, ils commencent à manifester en faveur du retour à la démocratie. Figueiredo s'oppose à cette volonté et en 1984 le Congrès rejette un retour à des élections directes. Menée par Tancredo Neves, l'opposition remporte néanmoins l’élection présidentielle et Figueiredo doit se retirer à la fin de son mandat (1985).

## Biographie
João Baptista de Oliveira Figueiredo est le fils du général Euclides de Oliveira Figueiredo qui est exilé après une tentative de renversement de la dictature en 1932. Après des études aux écoles militaires de Porto Alegre et de Realengo, Figueiredo devient capitaine en 1944 puis commandant en 1952. Il fait partie de la mission militaire brésilienne au Paraguay (1955-1957) et travaille pour les services secrets de l'État-major Central des Armées (1959-1960). En 1961, il est muté au Conseil national de sécurité. Alors qu'il enseigne à l'École de commandement de l'État-major central des Armées (1961-1964), il est promu colonel et rejoint la direction du Service national de renseignement.
Après le coup d'État militaire de 1964 qui chasse João Goulart, il assume en 1966 le commandement de la force publique de défense à São Paulo. En 1967-1969, il commande un régiment à Rio de Janeiro et est nommé général. Durant la présidence du général Emílio Garrastazu Médici, Figueiredo est chef de l'état-major présidentiel (30 octobre 1969 - 15 mars 1974).

### Carrière politique
En 1974, il prend la direction du Service national de renseignement (15 mars 1974 - 14 juin 1978).

#### Président de la République

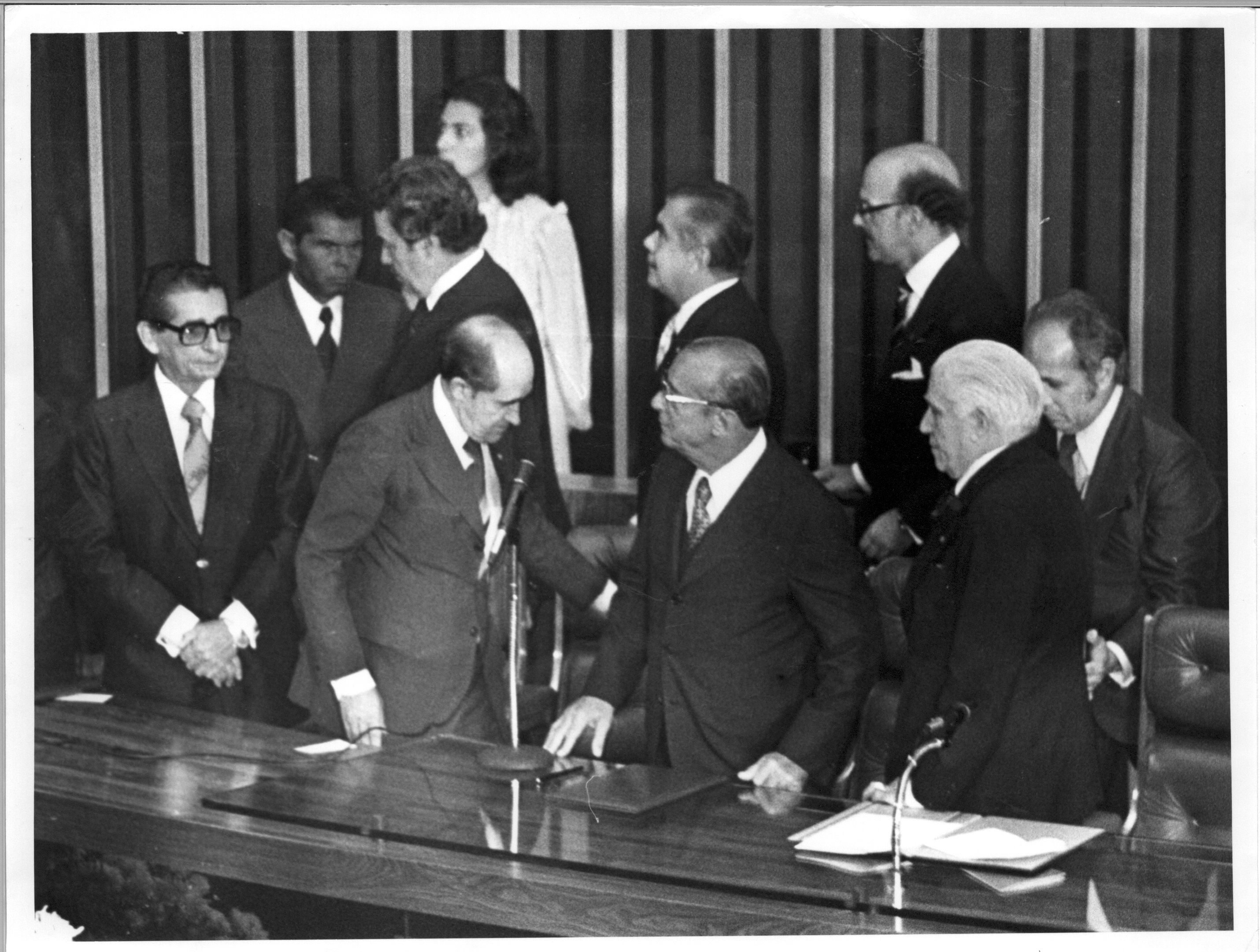
João Figueiredo lors de sa prestation de serment.

Choisi comme dauphin par le président Ernesto Geisel, Figueiredo l'emporte sur le général Monteiro, candidat de l'opposition et continue l' abertura (démocratisation) graduelle entamée en 1974. Une loi d'amnistie signée par Figueiredo le 28 août 1979 amnistie les personnes condamnées pour crimes politiques ou apparentés entre 1961 et 1978. Au début des années 1980, les militaires ne pouvaient plus maintenir le bipartisme établi en 1966. L'administration Figueiredo dissout le parti Alliance rénovatrice nationale (ARENA) jusqu'ici contrôlé par le gouvernement et autorise la formation de nouveaux partis. En 1981, le Congrès vote une loi rétablissant l'élection des gouverneurs des états au suffrage direct. Les élections générales de 1982 signent la victoire du pro-gouvernemental Parti social-démocrate (PDS) (43,22 % des voix), héritier de l'ARENA et auquel appartient le président, et du Parti du mouvement démocratique brésilien (PMDB) d'opposition (42,96 %).
L'opposition remporte trois des états majeurs (São Paulo, Rio de Janeiro et Minas Gerais). Néanmoins, les développements politiques sont assombris par des problèmes économiques. Alors que l'inflation et le chômage progressent, la dette extérieure atteint des proportions importantes faisant du Brésil le premier débiteur mondial avec environ 90 milliards de dollars américains. Le programme d'austérité imposé par le gouvernement n'apporte aucun signe d'amélioration économique avant la fin du mandat de Figueiredo. Figueiredo est régulièrement empêché par des problèmes de santé et doit s'absenter de façon prolongée pour raison médicale à deux reprises en 1981 et 1983. Malgré tout, le vice-président civil, Aureliano Chaves ne jouit pas d'un pouvoir politique important.
L'opposition mène une lutte acharnée en novembre 1984 pour amender la constitution afin de permettre des élections directes mais le Congrès rejette finalement cette proposition.
L'élection de Tancredo Neves à la présidence de la République par le Congrès, le 15 janvier 1985, met fin à la dictature militaire, dont João Figueiredo aura été le dernier président.